# John Plant (Ethnologe)
John Plant (* 1954 in New Haven, Connecticut) ist ein US-amerikanischer Ethnologe, Biologe und Experte für die Kultur der Plainsindianer.

## Leben
John Plant studierte Anthropologie am Windham College in Putney (Vermont, USA) mit dem Abschluss B.A. (1976) und Biologie an der Southern Connecticut State University, New Haven (Connecticut, USA) mit dem Abschluss B.S. (1978). Sein Biologiestudium setzte er fort an der Albert-Ludwigs-Universität Freiburg bis zum Diplom im Jahr 1985. Anschließend forschte Plant über Contraries und Clowns bei den Plainsindianern. Mit dieser Dissertation wurde er 1994 bei Ulrich Köhler und Lothar Käser am Institut für Völkerkunde der Albert-Ludwigs-Universität Freiburg zum Dr. phil. promoviert.
Seit Ende 2013 lebt John Plant wieder in den USA.

## Forschungen
Von 1998 bis 2013 war John Plant wissenschaftlicher Mitarbeiter im Department Evolutionsbiologie (Fakultät für Lebenswissenschaften der Universität Wien) mit dem Forschungsschwerpunkt auf Bienen und deren Phylogenese. Parallel setzt er seine mit der Dissertation begonnenen ethnologischen Forschungen zu den Plainsindianer, speziell zum Heyoka-Phänomen fort. 2010 hat John Plant hierzu Ergebnisse unter dem Titel The Plains Indian Clowns, their Contraries and related Phenomena zusammengefasst und online zugänglich gemacht.

## Veröffentlichungen
- Heyoka. Die Contraries und Clowns der Plainsindianer. Verlag für Amerikanistik, Wyk auf Foehr  1994; 2. Auflage 2000, ISBN 3-89510-011-0
- Crazy Dogs and Foolish Men. Sidelights on Plains Indian Culture. In: Eveline Dürr und Stefan Seitz (Hrsg.): Religionsethnologische Beiträge zur Amerikanistik. Ethnologische Studien, Band 31. Lit Verlag, Münster 1997.